# Leptostomias analis
Leptostomias analis és una espècie de peix de la família dels estòmids i de l'ordre dels estomiformes.

## Hàbitat
És un peix marí i d'aigües tropicals.

## Distribució geogràfica
Es troba al Carib: St. Croix.